# Christine Boisson
Pour les articles homonymes, voir Boisson (homonymie).
Christine Boisson, née le 8 avril 1956 à Salon-de-Provence (Bouches-du-Rhône) et morte le 21 octobre 2024 à Paris 18e, est une actrice française.

## Biographie

### Jeunesse et famille
Née le 8 avril 1956, à Salon-de-Provence, fille d'un instructeur de pilotes de chasse, Christine Boisson grandit au Maroc.
En 2013, elle révèle que son frère et elle ont été victimes de comportements incestueux de la part de leur mère qui pratiquait sur eux des attouchements sexuels en même temps qu'un chantage au suicide s'ils venaient à parler : « Il y a des mères Médée qui dévorent leurs enfants. Ma mère nous a dévorés mon frère et moi », explique-t-elle.

### Premiers rôles
Parallèlement à  une scolarité achevée au lycée Paul-Valéry à Paris, elle se présente en 1973 à l'agence de mannequins de Catherine Harlé, où elle est remarquée par Just Jaeckin qui lui offre son premier rôle au cinéma dans Emmanuelle,.
Après quelques rôles qui tirent parti de son physique, dont sa prestation dans Le Mouton enragé de Michel Deville, sorti en 1974, elle refusera ce type de rôle et entre au conservatoire national supérieur d'art dramatique,. Elle s'y consacre pendant trois années (promotion 1977) et suit les cours de Blanche Salant à l'Atelier international de théâtre.

### Carrière
Elle refuse les propositions ne tenant compte que de son physique, joue au théâtre, notamment La Mouette dans une mise en scène de Pierre Vial et Périclès, prince de Tyr mis en scène par Roger Planchon, puis revient au cinéma pour Extérieur, nuit en 1980. Elle enchaîne avec Identification d'une femme en 1982,.
En 1984, elle est la première lauréate du prix Romy-Schneider.
Elle continue à monter sur les planches en alternance avec des tournages dans des films avec des réalisateurs tels que Philippe Garrel (Liberté, la nuit), Gilles Béhat (Rue barbare), Yves Boisset (Radio Corbeau), Claude Lelouch, Olivier Assayas, Élie Chouraqui (Les Marmottes), Jane Birkin, Jonathan Demme (La Vérité sur Charlie) ou plus récemment avec Maïwenn dans Le Bal des actrices et Éric Valette dans Une affaire d'État.
À la fin des années 2000, elle participe à la série Reporters.

### Prises de position
Elle signe en mai 2019, parmi mille quatre cents personnalités du monde de la culture, la tribune « Nous ne sommes pas dupes ! », publiée dans le journal Libération, pour soutenir le mouvement des Gilets jaunes et affirmant que « Les gilets jaunes, c'est nous ».
En décembre 2023, elle est signataire de la tribune « N'effacez pas Gérard Depardieu », visant notamment à défendre la présomption d'innocence de Gérard Depardieu, alors accusé de viol, agression sexuelle et harcèlement sexuel.

### Mort
Christine Boisson meurt dans le 18e arrondissement de Paris le 21 octobre 2024 des suites d'un syndrome pulmonaire, une « maladie du fumeur » selon sa fille, Juliette Kowski,.

## Filmographie

### Cinéma
- 1974 : Emmanuelle de Just Jaeckin : Marie-Ange
- 1974 : Le Mouton enragé de Michel Deville : la jeune fille nue
- 1975 : Thomas de Jean-François Dion : Sophie
- 1975 : Le Jeu avec le feu d'Alain Robbe-Grillet : Christina
- 1975 : Divine de Dominique Delouche
- 1975 : Adom ou le sang d'Abel de Gérard Myriam Benhamou : la femme de Caïn
- 1975 : Flic Story de Jacques Deray : Jocelyne
- 1976 : La Bonne Nouvelle d'André Weinfeld : Florence
- 1976 : Né pour l'enfer (Die Hinrichtung) de Denis Héroux : Christine
- 1980 : Extérieur, nuit de Jacques Bral : Cora
- 1980 : Seuls de Francis Reusser : Carole
- 1980 : Du blues dans la tête d'Hervé Palud : Carole
- 1980 : La Chanson du mal-aimé de Claude Weisz (film inédit)
- 1982 : Identification d'une femme (Identifidazione di una donna) de Michelangelo Antonioni : Ida
- 1982 : Les Ailes de la nuit (Flügel der Nacht) de Hans Noever et Ursual Jeshel
- 1983 : Liberté, la nuit de Philippe Garrel : Gémina
- 1984 : Rue barbare de Gilles Béhat : Emma-la-Rouge
- 1984 : Paris vu par... 20 ans après, sketch Rue Fontaine de Philippe Garrel : Genie
- 1986 : L'Aube de Miklós Jancsó : Iliana
- 1986 : Rue du départ de Tony Gatlif : Mimi
- 1986 : Le Passage de René Manzor : Catherine Diaz
- 1987 : Le Moine et la Sorcière de Suzanne Schiffman : Elda
- 1987 : Jenatsch de Daniel Schmid : Nina
- 1987 : Dreamers (Ha-Holmim) d'Uri Barbash : Sima
- 1988 : La Maison de Jeanne de Magali Clément : Jeanne
- 1989 : Radio Corbeau d'Yves Boisset : Agnès Deluca
- 1990 : Un amour de trop de Franck Landron : Sandra
- 1990 : Il y a des jours et des lunes de Claude Lelouch : la femme au petit caillou
- 1990 : Caldo soffocante de Giovanna Gagliardo : Marie Christine
- 1992 : Les Amies de ma femme de Didier Van Cauwelaert : Victoire Jollin
- 1993 : Une nouvelle vie d'Olivier Assayas : Laurence
- 1993 : Les Marmottes d'Élie Chouraqui : Marie-Claire
- 1994 : Pas très catholique de Tonie Marshall : Florence
- 1997 : L'Homme idéal de Xavier Gélin : Nicole
- 1999 : Love Me de Laetitia Masson : la maîtresse de foyer
- 2000 : En face de Mathias Ledoux : Clémence
- 2000 : In extremis d'Étienne Faure : Caroline
- 2000 : La Mécanique des femmes de Jérôme de Missolz
- 2002 : La Vérité sur Charlie (The Truth about Charlie) de Jonathan Demme : commandant Dominique
- 2006 : Ma culotte de Blandine Lenoir (court métrage) : Claire
- 2008 : J'ai rêvé sous l'eau d'Hormoz (court métrage) : Fabienne
- 2009 : Le Bal des actrices de Maïwenn : la prof de théâtre
- 2009 : Une affaire d'État d'Éric Valette : Mado
- 2010 : Kataï de Claire Doyon : la mère de Kataï
- 2011 : Coloscopia de Benoît Forgeard (court métrage) : Denise
- 2015 : Calamity qui ? d'Isabelle Prim (court métrage) : elle-même

### Télévision
- 1979 : Une Suédoise à Paris (série TV)
- 1984 : La Digue de Jeanne Labrune (téléfilm) : Catherine
- 1985 et 1987 : Série noire (série TV) : Claudine/ Charlie
- 1987 : La Part de l'autre de Jeanne Labrune (téléfilm) : Hélène
- 1990 : Nouvelles de Marcel Aymé (série TV) : Germaine
- 1992 : Oh pardon ! Tu dormais... (téléfilm) : Elle
- 1994 : La Rage au cœur (téléfilm) : Sonia
- 1994 : Cœur à prendre de Christian Faure (téléfilm) : Nicole Bouquet
- 1994 : La Grande Collection (série TV) : Dorothée
- 1995 : Bonjour tristesse de Peter Kassovitz (téléfilm) : Anna
- 1995 : La Femme dangereuse (téléfilm) : Mélanie Fontana
- 1996 : Une ex pas possible (téléfilm) : Julianne Marchal
- 1997 : La Rumeur d'Étienne Périer ! Claire Noblet
- 1997 : L'Enfant des Appalaches (téléfilm) : Dr. Claire Lacoste
- 1998 : La Clef des champs de Charles Nemes (série TV) : Colombe
- 1998 : In fondo al cuore (téléfilm) : Juge Giulia Mariani
- 1998 : Bébé volé (téléfilm) : Mathilde
- 2002 : Jean Moulin d'Yves Boisset (téléfilm) : Gilberte
- 2003 : Procès de famille d'Alain Tasma (téléfilm) : Mme Kusack
- 2004 : Maigret et l'ombre chinoise de Charles Nemes (série TV. S13 E05, épisode 49) : Germaine Martin
- 2004 : S.O.S. 18 (série TV) : Valérie Talmont
- 2004: Mon vrai père (téléfilm) : Marie
- 2005 : Vénus & Apollon (série TV) : Frédérique
- 2006 : SoeurThérèse.com (série TV) : Véronique Dutilleux
- 2007 : Nous nous sommes tant haïs de Frank Apprédéris (téléfilm) : Jeanne
- 2007-2009 : Reporters (série TV) : Catherine Alfonsi
- 2008 : Une lumière dans la nuit (téléfilm) : Nadine Blin
- 2014 : Profilage (série TV) : Catherine Clark

## Théâtre
- 1975 : Les Fruits d'Or de Nathalie Sarraute, mise en scène Claude Risac, Bio-Théâtre Halles
- 1977 : Marie Tudor de Victor Hugo, mise en scène Denise Chalem, Conservatoire national supérieur d'art dramatique
- 1977 : La Mouette d'Anton Tchekhov, mise en scène Pierre Vial
- 1977 : Périclès, prince de Tyr de William Shakespeare, mise en scène Roger Planchon, TNP Villeurbanne
- 1978 : Antoine et Cléopâtre de William Shakespeare, mise en scène Roger Planchon, TNP Villeurbanne, Maison de la culture de Nanterre
- 1978 : Et pourtant, ce silence ne pouvait être vide de Jean Magnan, mise en scène Robert Gironès, Festival d'Avignon
- 1978 : Péricles, prince de Tyr de William Shakespeare, mise en scène Roger Planchon, Maison de la culture de Nanterre
- 1979 : Et pourtant, ce silence ne pouvait être vide de Jean Magnan, mise en scène Robert Gironès, Théâtre du Huitième, Théâtre de Gennevilliers
- 1979 : Lorenzaccio d'Alfred de Musset, mise en scène Otomar Krejča, festival d'Avignon
- 1980 : Trilogie du revoir de Botho Strauss, mise en scène Claude Régy, Théâtre des Amandiers
- 1982 : Grand et petit de Botho Strauss, TNP Villeurbanne, Théâtre de l'Odéon
- 1983 : Par les villages de Peter Handke, mise en scène Claude Régy, Théâtre national de Chaillot
- 1984 : Par les villages de Peter Handke, mise en scène Claude Régy, Nouveau théâtre de Nice
- 1988 : Des sentiments soudains de Jean-Louis Livi, mise en scène Jean Bouchaud, Théâtre de la Renaissance
- 1989 : Andromaque de Racine, mise en scène Roger Planchon, TNP Villeurbanne
- 1992 : C'était hier d'Harold Pinter, mise en scène Sami Frey, Théâtre Hébertot
- 1993 : La Mégère apprivoisée de William Shakespeare, mise en scène Jérôme Savary, Théâtre national de Chaillot, Théâtre de Nice
- 1996 : Démons de Lars Norén, mise en scène Gérard Desarthe, Théâtre de Nice
- 1998 : Ashes to Ashes d'Harold Pinter, mise en scène de l'auteur, Théâtre du Rond-Point
- 2001 : Les Monologues du vagin d'Eve Ensler, mise en scène François-Louis Tilly
- 2002 : Le Collier d'Hélène de Carole Fréchette, mise en espace Michel Dumoulin et Bertrand Daizis, festival de théâtre Nava Limoux
- 2003 : La Campagne de Martin Crimp, mise en scène Louis-Do de Lencquesaing, Maison des Arts et de la culture de Créteil, Théâtre de l'Œuvre
- 2005 : Slogans pour 343 actrices de Maria Soudaïeva et Antoine Volodine, mise en scène Bérangère Bonvoisin
- 2005 : Viol de Botho Strauss d'après Titus Andronicus de William Shakespeare, mise en scène Luc Bondy, Odéon-Théâtre de l'Europe
- 2006 : Loin de Corpus Christi de Christophe Pellet, mise en espace Jacques Lassalle, Festival de théâtre Nava Limoux
- 2008 : La Cantatrice chauve d'Eugène Ionesco, mise en scène Daniel Benoin, Théâtre national de Nice
- 2008 : Les Sœurs cruelles de Stéphane Guérin, mise en espace Sophie Tellier, festival de théâtre Nava Limoux
- 2011 : Tokyo Bar d'après Tennessee Williams, adaptation Jean-Marie Besset, mise en scène Gilbert Désveaux, Théâtre des Treize Vents, tournée
- 2012 : Tokyo Bar d'après Tennessee Williams, adaptation Jean-Marie Besset, mise en scène Gilbert Désveaux, Théâtre de la Tempête Cartoucherie de Vincennes